# 司寇姓
司寇为漢字複姓，来源于中国古代官名司寇，六卿之一，西周时设立。

## 姓氏起源

### 颛顼后代
西周时期苏国国君苏忿生，曾于周武王任职司寇，颇有威名，故其后苗裔均以司寇为姓。

### 卫国公子后代
春秋时卫国卫灵公子孙公孙兰，在卫国任司寇一职，其后公孙兰之子取姓为司寇亥，其苗裔子孙皆姓司寇。

## 郡望堂號
- 平昌郡：相当于现在河南省中部地区。

## 延伸阅读
《百家姓》
 《欽定古今圖書集成·明倫彙編·氏族典·司寇姓部》，出自陈梦雷《古今圖書集成》| 小作品圖示 | 这是一篇与姓氏相关的小作品。您可以编辑或修订扩充其内容。 |